# Давид Карако
Давид Карако (івр. דוד קרקו‎‎; 11 лютого 1945, Яффа, Ізраїль — 4 травня 2025) — ізраїльський футболіст та тренер, виступав на позиції захисника.

## Клубна кар'єра
Вихованець клубу «Гадна Єгуда» (Тель-Авів), в якому виступав на позиції захисника, у серпні 1963 року перейшов до «Маккабі» (Тель-Авів) як один з «юніорів Джеррі», молодих гравців, яких головний тренер «Маккабі» Моше «Джеррі» Бейт Халеві перевів до головної команди клубу. Після декількох матчів був переведений на позицію флангового захисника, на якій взаємодіяв з Цві Розеном. Під час свого дебютного сезону досяг першого великого успіху в клубній кар'єрі, вигравши з «Маккабі» Кубок Ізраїлю. Разом з клубом ще тричі перемагав у національному кубку (1965, 1967, 1970), а також тричі вигравав чемпіонат Ізраїлю (1968, 1970, 1972). Окрім цього, у 1969 а 1971 роках вигравав Кубок Азійських чемпіонів.
У 1975 році, після 12-ти років, проведених у «Маккабі», Давид залишив розташування клубу. Одразу після цього підписав контракт з «Бейтаром» (Єрусалим). У складі «Бетар» провів один сезон, в якому його команда завоювала національний кубок, У 1976 році переїхав до «Хапоеля» (Єгуд), який тільки щойно виборов путівку до вищого дивізіону. У 1982 році, коли «Хапоель» виграв національний кубок, Карко завершив футбольну кар'єру після того, як не зміг відновитися від травми трьохголового м'язу гомілки.

## Кар'єра в збірній
Дебютував у складі збірній Ізраїлю 10 січня 1968 року в програному (0:2) проти Бельгії. Того ж року зіграв 1 поєдинок на Кубку Азії 1968 — проти Гонконгу (6:1). На тому турнірі Ізраїль посів 3-тє місце. Два роки по тому потрапив до розширеного списку гравців збірної Ізраїлю, які були обрані для поїздки на Чемпіонаті світу в Мексиці. Після поразик в півфіналі мюнхенської Олімпіади 1972 року, Карако заявив представника ЗМІ, що припиняє свої виступи в головній команді Ізраїлю. На той час він зіграв за неї 12 поєдинків.

## Тренерська діяльність
Після його виходу на пенсію він продовжував займатися футболом і тренувати «Хапоеля» (Єгуд), але без особливого успіху. Потім тренував «Лазарус» (Холон), «Хапоель Ор Єхуда», «Хапоель» (Таїбе) (з яким вийшов до другого дивізіону) та Маккабі (Герцлія) (також
вивів до другого дивізіону). У 1997 році залишив Хапоель «Рамат-Ган» та завершив тренерську діяльність.

## Досягнення
«Маккабі» (Тель-Авів)
- Ліга Леуміт
  -  Чемпіон (3): 1968, 1970, 1972

- Кубок Ізраїлю
  -  Володар (4): 1963, 1965, 1967, 1970

- Суперкубок Ізраїлю
  -  Володар (1): 1965

- Кубок азійських чемпіонів
  -  Володар (2): 1969, 1971

«Бейтар» (Єрусалим)
- Кубок Ізраїлю
  -  Володар (1): 1976

«Хапоель» (Єгуд)
- Кубок Ізраїлю
  -  Володар (1): 1982

Ізраїль
- Бронзовий призер Кубка Азії: 1968